# 江戸満
江戸 満（えど みつる、1933年〈昭和8年〉7月13日 - 2022年〈令和4年〉5月12日）は、日本の政治家、陸上自衛官。第9代扶桑町長（3期）。
町長退任時の2016年当時、愛知県内の首長で最高齢（83歳）だった。愛知県町村会会長などを歴任。

## 来歴
1933年（昭和8年）7月13日、石川県能美郡川北町に生まれる。1957年（昭和32年）3月に防衛大学校を第一期で卒業して防衛庁に奉職。1977年（昭和52年）6月統合幕僚学校を卒業。1980年（昭和55年）8月より陸上幕僚監部施設課長、1982年（昭和57年）3月より陸上自衛隊施設学校副校長を務める。1985年（昭和60年）3月には第4施設団長兼大久保駐屯地司令となり、1987年（昭和62年）7月から施設補給処長兼古河駐屯地司令を務めたのち、1988年（昭和63年）7月に退官。最終階級は陸将補。
退官後、妻の地元である愛知県丹羽郡扶桑町に移り住む。2000年（平成12年）、まちづくりボランティア団体「やろまい扶桑」を設立して会長となり、翌年には災害ボランティア団体「Dサポート丹羽」の設立に参画し顧問を務めた。2004年（平成16年）4月29日、防衛功労により瑞宝小綬章受章。

### 2004年扶桑町長選挙
2004年8月15日、扶桑町長選に立候補。ほかに環境保護団体世話役の矢嶋恵美、元中学校教諭の石田保が出馬し、選挙戦は無所属新人の三つ巴となった。江戸は自民党の推薦を受けたほか、地元選出の県議や保守系町議の多くの後押しで選挙戦を終始優位に展開した。29日の投開票の結果、矢嶋、石田を破り初当選。
投票率は1952年の町制施行以来、最低だった1999年4月の前回選挙時（59.73%）を大幅に下回る44.51%にとどまり、過去最低となった。中日新聞はこの理由について、3候補とも知名度が低かった上、主な争点の合併問題にも有権者の関心は高まらず、新住民を中心に投票行動しない「都市型選挙」になったためと分析している。
※当日有権者数：人 最終投票率：44.51%（前回比：-15.22pts）
| 候補者名 | 年齢 | 所属党派 | 新旧別 | 得票数  | 得票率 | 推薦・支持         |
| -------- | ---- | -------- | ------ | ------- | ------ | ------------------ |
| 江戸満   | 71   | 無所属   | 新     | 5,351票 | 47.42% | （推薦）自由民主党 |
| 矢嶋恵美 | 51   | 無所属   | 新     | 3,479票 | 30.83% |                    |
| 石田保   | 66   | 無所属   | 新     | 2,454票 | 21.74% | （推薦）日本共産党 |

### 2008年扶桑町長選挙
2008年3月10日、再選出馬を表明。8月24日、無所属新人の元町議・渡辺勝を破り再選。投票率は1952（昭和27）年の町制施行以来最低だった前回をさらに下回り、36.76%にとどまった。
※当日有権者数：人 最終投票率：36.76%（前回比：-7.75pts）
| 候補者名 | 年齢 | 所属党派 | 新旧別 | 得票数  | 得票率 | 推薦・支持 |
| -------- | ---- | -------- | ------ | ------- | ------ | ---------- |
| 江戸満   | 75   | 無所属   | 現     | 6,910票 | 72.20% |            |
| 渡辺勝   | 66   | 無所属   | 新     | 2,660票 | 27.79% |            |

2009年（平成21年）6月17日から2011年（平成25年）6月16日まで、愛知県町村会会長に選任され、二年間務めた。

### 2012年扶桑町長選挙
2012年8月26日、無所属新人の農業・石原嘉紀氏を大差で破り、三選。投票率は1952年の町制施行以来最低の28.05%。
※当日有権者数：人 最終投票率：28.05%（前回比：-8.71pts）
| 候補者名 | 年齢 | 所属党派 | 新旧別 | 得票数  | 得票率 | 推薦・支持 |
| -------- | ---- | -------- | ------ | ------- | ------ | ---------- |
| 江戸満   | 79   | 無所属   | 現     | 6,480票 | 87.87% |            |
| 石原嘉紀 | 55   | 無所属   | 新     | 894票   | 12.12% |            |

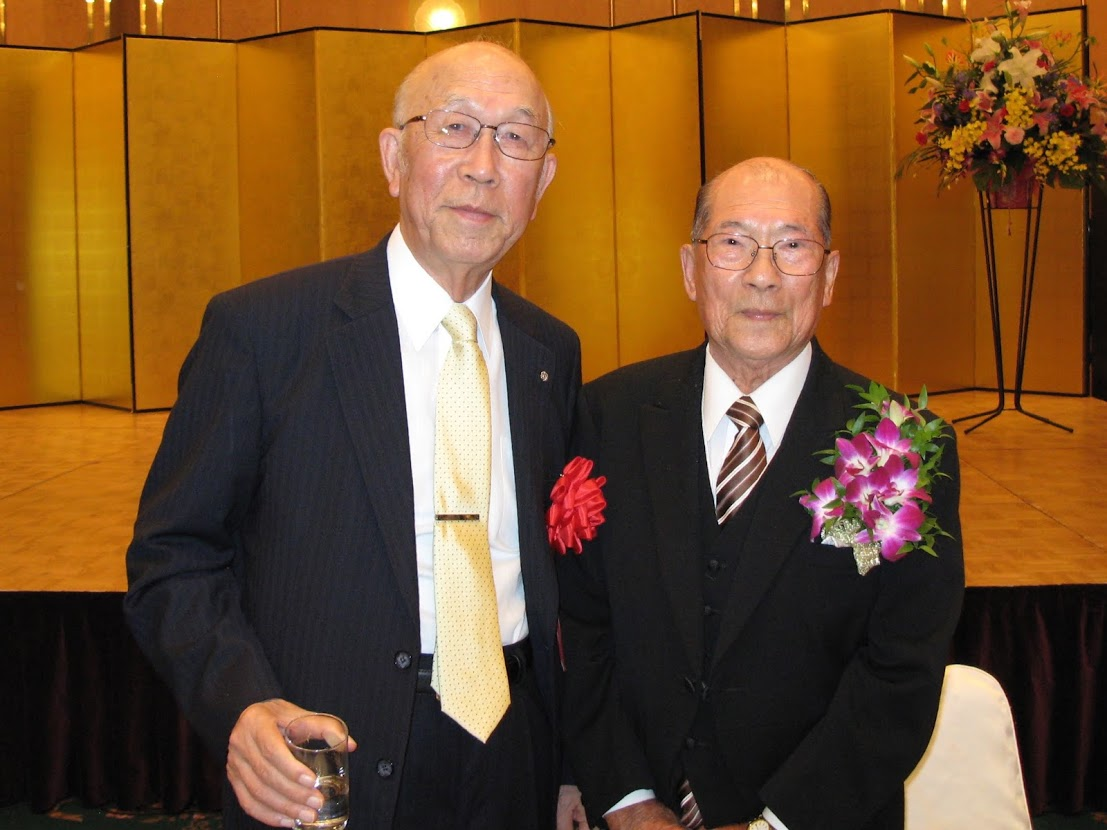
2013年7月7日、江戸の町長時代の町議会議長・片野春男と

2016年（平成28年）3月に、同年の町長選には出馬しないことを表明するとともに「町長選と町議選を同時に行なうのが望ましい」として8月までの任期を残して辞職を申し入れ、町議の任期に合わせて5月12日に辞職。町長選と町議選は4月24日に同日実施された。当時江戸は83歳で、県内の首長で最高齢だった。
2022年（令和4年）5月12日、心不全のため死去。88歳没。同日はちょうど6年前、江戸が役場を去った日であった。現在の町長で江戸が町長時代、住民課長などを務めた鯖瀬武は、「江戸さんは役場内に『役場が変わる宣言』という旗をしばらく張り、職員の意識を変えようとしていた印象が強い。それまで町出身の町長が4代続いていたので、新しい風を吹き込もうとしていたのだと思う」と振り返った。

## 役職
- 愛知県町村会会長[2]
- 江南丹羽環境管理組合管理者[14]
- 愛知県医療審議会委員
- 愛知県後期高齢者医療広域連合副広域連合長[15]
- 愛知県隊友会相談役[16]